# D12 World
E
D12 World es el segundo álbum de estudio del grupo de Detroit D12, lanzado el 27 de abril de 2004. Existe un DVD bonus limitado que contiene la realización del álbum, y las versiones sin censura de los videos My Band y 40 Oz..

## Información del álbum
Tras el lanzamiento de Devil's Night, D12 pasó muchos días de gira por todo el mundo. Aunque Bizarre les hacía reír todavía y Kuniva continuaba siendo franco y extrovertido, aún quedaba tiempo para la reflexión.
Aunque D12 maduró, los chicos siguen siendo condenadamente divertidos. "Cuando se escucha la canción que le da título al álbum, es como estar en una fiesta de lo más estimulante," dice Bizarre. Con sus extraños sonidos y esas cuerdas fantasmagóricas, la canción producida por Kanye West "D12 World" le ofrece al oyente el sabor de la poesía que este grupo es capaz de crear. 
Mientras la mayoría de los grupos liderados por una estrella del rap de reputación internacional podrían intentar distanciarse de la fama ya ganada de antemano, los miembros de D12 y Eminem hacen bromas sobre ello en su primer sencillo,"My Band", satirizando sobre el hecho de que unos cuantos periodistas hayan escrito que D12 eran la última 'boy-band' de la escena. 
"La canción "My Band" surgió de una broma," explica Swift. "Durante toda la canción, Em es un cantante que nos etiqueta a los demás como el mono del grupo ó el tímido. Es un guiño a los medios." Recuerda una de versión de rap de Spin̈al Tap. Ésta perla minimalista producida por Em, tiene el encanto de la revista MAD y el veneno de una serpiente. 
El grupo compagina el lanzamiento de "My Band" con el lanzamiento simultáneo de "40 Oz." (video y sencillo). La canción magistralmente producida por Trackboyz, le da al club la fuerza que necesita para comenzar la fiesta.
Eminem también contribuyó al ritmo frenético de "Git Up". Presenta los cantos inquietos de Em combinados con las espeluznantes cuerdas góticas, "Git Up" es una excitante burla callejera sobre los que intentan enfrentarse a su pandilla. Como dice el propio miembro del grupo, Kon Artis, también destacado productor, (aparece en los títulos de crédito como productor junto a Mr. Porter), "Em creó una canción que es pura adrenalina. Nos metimos en el estudio con la intención de destruir cualquier cosa que la gente pudiera pensar de D-12. Nos enfrentamos juntos a cualquier ataque que Em que pueda sifrir por parte de la prensa. D12 es más que un grupo, somos hermanos."
Aunque los escépticos pretendan etiquetar la canción "Get My Gun" como un simple himno gangsta más, Bizarre va más allá. "Es otro momento más de esos que nos dedicamos a bromear en el estudio", explica. "Uno de los ingenieros de sonido dijo, ¿has estado alguna vez en un club y has visto a esos necios que se meten en una pelea. Un tipo que se precie siempre tiene que anunciar... '¡voy a sacar mi pistola (get mi gun)!' Es divertido, pero también es real". 
Mezclando un poco de R&B con su especial alcahueteo, Kon Artis escribió "U R the One". Una reminiscencia de un ritmo que Big Daddy Kane habría estado orgulloso de utilizar, Kon Artis ha creado una canción que examina la parte más amarga del amor pero también la más dulce, con su particular estilo cómico.

## Lista de canciones
| N.º | Título                             | Escritor(es)                                                                               | Productor(es)                 | Duración |  |
| 1.  | «Git Up»                           | M. Mathers, Luis Resto, Steve King, O. Moore, V. Carlisle                                  | Eminem, Luis Resto            | 4:03     |  |
| 2.  | «Loyalty» (con Obie Trice)         | M. Mathers, L. Resto, D. Porter, O. Trice, O. Moore, D. Holton, V. Carlisle, R. Johnson    | Eminem, Luis Resto            | 5:54     |  |
| 3.  | «Just Like U»                      | T. Cottrell, R. Johnson                                                                    | Hi-Tek, Eminem, Luis Resto    | 3:31     |  |
| 4.  | «I'll Be Damned»                   | D. Porter, O. Moore, R. Johnson, V. Carlisle                                               | Mr. Porter, Luis Resto        | 4:21     |  |
| 5.  | «Dude» (Skit)                      |                                                                                            | Eminem                        | 1:14     |  |
| 6.  | «My Band»                          | D. Porter, O. Moore, D. Holton, V. Carlisle, R. Johnson, M. Mathers, L. Resto, S. King     | Eminem, Luis Resto            | 4:58     |  |
| 7.  | «U R the One»                      | D. Porter, M. Richardson, M. Elizondo, O. Moore, R. Johnson, D. Holton, V. Carlisle        | Mr. Porter                    | 4:19     |  |
| 8.  | «6 in the Morning»                 | M. Mathers, L. Resto, D. Porter, O. Moore, V. Carlisle                                     | Eminem, Luis Resto            | 4:38     |  |
| 9.  | «How Come»                         | M. Mathers, D. Porter, D. Holton, D. Moore, B. Johnson                                     | Witt & Pep                    | 4:09     |  |
| 10. | «Leave Dat Boy Alone»              | M. Mathers, L. Resto, A. Thelusma, O. Moore, D. Porter, V. Carlisle                        | Red Spyda, Eminem, Luis Resto | 5:23     |  |
| 11. | «Get My Gun»                       | M. Mathers, L. Resto, S. King, O. Moore, V. Carlisle, D. Holton, D. Porter, R. Johnson     | Eminem, Luis Resto            | 4:34     |  |
| 12. | «Bizarre» (Skit)                   |                                                                                            | Eminem                        | 1:21     |  |
| 13. | «Bitch»                            | M. Mathers, L. Resto, D. Porter, O. Moore, D. Holton, V. Carlisle, R. Johnson              | Eminem, Luis Resto            | 4:56     |  |
| 14. | «Steve's Coffee House» (Skit)      |                                                                                            | Eminem                        | 0:51     |  |
| 15. | «D12 World»                        | K. West, D. Porter, R. Johnson, O. Moore, V. Carlisle, D. Holton                           | Kanye West                    | 3:10     |  |
| 16. | «40 Oz.»                           | M. Williams, J. Kent, M. Mathers, R. Johnson, V. Carlisle, D. Holton                       | Trackboyz                     | 4:02     |  |
| 17. | «Commercial Break» (con Young Zee) |                                                                                            | Mr. Porter                    | 1:12     |  |
| 18. | «American Psycho II» (con B-Real)  | A. Young, M. Elizondo, L. Freese, O. Moore, V. Carlisle, R. Johnson, M. Mathers            | Dr. Dre, Mike Elizondo        | 3:44     |  |
| 19. | «Bugz 97» (Skit)                   |                                                                                            | Eminem                        | 1:05     |  |
| 20. | «Good Die Young»                   | D. Porter, S. Rivers, R. Johnson, V. Carlisle, D. Holton, O. Moore, J. Rotem, P. Williams  | Mr. Porter                    | 5:56     |  |
| 21. | «Keep Talkin» (Bonus Track)        | M. Mathers, O. Moore, T. Martínez, G. Hughes, V. Carlisle, R. Johnson, D. Holton, M. Moore | Night & Day                   | 4:28     |  |

## Posición en las listas
D12 World debutó en la lista de los 10 temas más populares de Estados Unidos, Reino Unido y Australia, y #2 en Alemania, vendiendo más de medio millón en su primera semana de lanzamiento solo en los EE. UU. El primer sencillo, My Band también ha sido un éxito alcanzando el número uno en Australia y en el US rhythmic top, top 5 en el Reino Unido y Alemania y entre las 10 primeras en el Billboard Hot 100.

### Posiciones
| Año  | Lista                        | Posición |
| ---- | ---------------------------- | -------- |
| 2004 | Billboard 200                | 1        |
| 2004 | Australian ARIA Albums Chart | 1        |
| 2004 | Swedish Album Chart          | 6        |

## Participantes
- B Real – Invitado
- Steve Baughman – Mixing
- Rondell Beene – Skit
- Bizarre – Skit
- Joe Borges – Asistente
- Bugz – Skit
- Tony Campana – Ingeniero del álbum
- Richard Castro – Skit
- Larry Chatman – Coordinador del proyecto
- Mike "Dat Nigga Chav" Chavarria – Ingeniero del álbum
- D12 – Grupo
- Dr. Dre – Productor, Mixing
- Mike Elizondo – Teclados
- Eminem – Productor, Productor executivo, Mixing, Skit
- Ess Man – Productor
- 50 Cent – Skit
- Brian "Big Bass" Gardener – Mastering
- Marcus Heisser – A&R
- Richard Hunt – Ingeniero del álbum
- Steven King – Bajo, Guitarra, Ingeniero del álbum, Mixing, Skit
- Kuniva – Skit
- Marc Labelle – A&R
- Tracy McNew – A&R
- Riggs Morales – A&R
- Night and Day – Productor
- Red Spyda – Teclados, Productor
- Luis Resto – Teclados, Productor
- Michael Strange – Ingeniero del álbum
- Obie Trice – Invitado
- Sacha Waldman – Fotografía
- Young Zee – Skit